# 후안 아랑고
후안 페르난도 아랑고 사엔스(Juan Fernando Arango Sáenz, 1980년 5월 16일, 베네수엘라 마라카이 ~ )는 베네수엘라의 전 축구 선수로 베네수엘라 대표로 129경기를 뛰면서 베네수엘라 대표팀 선수 중 최다 국제 A매치 출장수를 자랑한다. 베네수엘라 내에서 "Arangol"로 알려져 있으며 ESPN의 방송인 루이스 오마르 타피아는 아랑고에게 "Caribbean Hurricane"(카리브해의 태풍)이라는 별명을 붙여줬다.

## 선수 시절

### 클럽
1996년 누에바 카디스 입단 후 2017년까지 21년동안 조국인 베네수엘라를 비롯해 멕시코, 스페인, 미국, 독일의 여러 프로팀들을 거쳤고 특히 CF 파추카 소속 시절 2002년 CONCACAF 챔피언스컵에서 4골을 터뜨리면서 소속팀의 사상 첫 챔피언스리그 우승에 일조했다.
그리고 뉴욕 코스모스 소속 시절에도 북미 사커 리그 2016 시즌에서 29경기 15골로 득점 랭킹 2위에 이름을 올리면서 팀의 통산 3번째 리그 우승에 크게 기여했고 이에 힘입어 북미 사커 리그 2016 시즌 최우수선수에 선정됐으며 이후 2017년 술리아노스 FC와 뉴욕 코스모스에서 18경기를 뛴 후 은퇴를 선언했다.

### 국가대표팀
1999년 국제 A매치 데뷔전을 치른 이래로 129경기에 출전해 22골을 기록했고 특히 2011년 코파 아메리카에서 팀을 사상 첫 메이저 대회 4강 진출에 일조했고 이와 더불어 팀이 1-4로 패한 페루와의 3·4위 결정전에서 개인 통산 A매치 100경기를 달성하며 센추리클럽 가입을 이뤄냈으며 이 경기에서 0-4로 뒤져 있던 후반 32분에 만회골을 성공시켰다. 
그 이후 2013년 6월 7일 자신의 116번째 A매치 경기인 볼리비아와의 2014년 FIFA 월드컵 남미 지역 예선 13차전에서 후반 13분 개인 통산 22번째이자 마지막 A매치 득점을 성공시키며 팀의 1-1 무승부를 이끌어냈고 2015년을 끝으로 대표팀 유니폼을 반납했다.

## 같이 보기
- A매치 100경기 이상 출전한 축구 선수 명단